# 大澤雅彦 (生態学者)
大澤 雅彦（おおさわ まさひこ ）は、日本の生態学者。マラヤ大学教授。元東京大学大学院新領域創成科学研究科教授。元国際自然保護連合日本委員会会長・日本自然保護協会専務理事。

## 来歴・人物
- 1968年、千葉大学文理学部生物学科卒業
- 1970年、東京大学大学院理学系研究科植物学専門課程修士課程修了
- 1973年、同大学院博士課程単位取得満期退学
- 1975年、東京農工大学農学部環境保護学科植生管理学講座助手、同年3月　東京大学　理学博士　論文の題は「Differentiation of vegetation pattern in the subalpine region of Mt. Fuji (富士山の高山帯域における植生パターンの分化)」[1]。
- 1981年、千葉大学理学部助教授
- 1992年、同大学理学部教授
- 2000年、東京大学大学院・新領域創成科学研究科教授
- 2002年、マラヤ大学教授  [2]

## 著書・論文

### 著書
- 『生態学からみた自然保護地域とその多様性保全』